# یارچینا
یارچینا (به انگلیسی: Jarčina) رودخانه‌ای است که در صربستان جریان دارد.